# Lac des Neiges (Lac-Jacques-Cartier)
Pour les articles homonymes, voir Neige (homonymie) et Lac des Neiges.
Le lac des Neiges est un plan d'eau douce situé dans le territoire non organisé de Lac-Jacques-Cartier, dans la MRC de La Côte-de-Beaupré, dans la région administrative de la Capitale-Nationale, dans la province de Québec, au Canada. Le Lac des Neiges s'avère le plan d'eau de tête de la rivière des Neiges.
Le bassin versant de ce lac est surtout desservie par la route forestière R0308 venant du Sud et passant du côté est du lac. Une route forestière secondaire longe la rive Est pour desservir une douzaine de chalets de la zone de l'embouchure du lac et la zone au nord de la partie supérieure de la rivière des Neiges.
À cause de son altitude, la surface du lac des Neiges est généralement gelée de la fin novembre jusqu'au début d'avril; toutefois la circulation sécuritaire sur la glace se fait généralement de la mi-décembre à la fin de mars. Le niveau des eaux est contrôlé par un barrage aménagé à son embouchure.

## Géographie
Enclavé entre les montagnes, ce lac d'une superficie de 7 km2 et d'une longueur de 14 km, se trouve à environ 70 km au nord de la ville de Québec dans la forêt Montmorency, dans la Réserve faunique des Laurentides. Ce lac est situé à 1,8 km à l'est du lac Fradette lequel est traversé du sud au nord par la rivière Malbaie et à 2,5 km au sud du lac Malbaie.
La surface du lac est à 842 m d'altitude. Le lac des Neiges comporte une zone de marais dans la partie nord et nord-est.
Les principaux sommets de montagnes autour du lac des Neiges sont :
- côté Nord: deux sommets à 979 m chacun;
- côté Est (décrits du nord au sud): un sommet à 1 019 m, un sommet à 984 m, le Mont Francine-C.McKenzie à 990 m, un sommet à 1 003 m;
- côté Sud: un sommet à 1 029 m;
- côté Ouest (décrits du nord au sud): sommet à 969 m, le Mont Pierre-Dugua-De Mons à 1 007 m, le Mont de la Québécoises à 1 110 m, un sommet à 1 099 m, un sommet à 1 030 m, le Mont Jean-Hubert à 1 061 m, un sommet à 930 m et un autre à 930 m[2].

Le sommet du mont Belle Fontaine, le plus élevé de la réserve, culmine à 1 148 m à 5,0 km au sud-ouest du lac des Neiges. Jadis une tour de garde-feu y était aménagée.
D'un débit moyen, la rivière des Neiges se faufile sur 40 km en direction sud pour se déverser dans la rivière Montmorency. La rivière des Neiges, dont le lit est très rocheux, coule au fond d'une vallée glaciaire qui devient de plus en plus encaissée et spectaculaire à mesure que l'on s'approche du point de confluence. Son faible niveau d'eau ne permet pas la navigation, sauf pour la descente en kayak lors de la crue du printemps.

## Forêt ancienne du Lac-des-Neiges
Située à environ 70 km au nord de Québec, le Lac-des-Neiges comporte une forêt ancienne répartie sur trois sites: sur la rive ouest du lac des Neiges (face à l'embouchure du lac), sur la rive nord du barrage de tête de la rivière des Neiges et sur la rive ouest de la rivière des Neiges en aval du Lac English. Couvrant 408 ha, cette forêt ancienne se trouve dans le sous domaine bioclimatique de la sapinière à bouleau blanc de l’Est.
La dernière grande période glaciaire qui se serait terminée il y a environ 10 000 ans, a laissé d'importants dépôts glaciaires dans cette zone; ces couches de dépôt comportent généralement une épaisseur de 25 cm.
La principale caractéristique de cette forêt ancienne est la sapinière à épinette noire dont certains arbres sont âgés de 200 ans. Parmi les diverses espèces d'arbres peuplant cette forêt ancienne, le sapin baumier y est dominant en raison du climat frais et très humide. En sus, le relief montagneux et rocheux engendre une faible densité du couvert dominant; les troncs d'arbre ont généralement une faible hauteur.
La forêt ancienne du Lac-des-Neiges abrite le Leptoporus mollis, un champignon, et l'Anastrophyllum hellerianum, une hépatique. Les études sur les forêts anciennes d'Europe font souvent références à ces deux espèces qui sont associées aux gros débris ligneux peu dégradés des Laurentides; jadis dominantes dans cette zone, ces espèces sont devenues rares. Conséquemment, les chercheurs ont recommandé aux autorités gouvernementales que cette forêt typique du Lac-des-Neiges soit préservée en lui accordant le statut de forêt ancienne.
Cette zone forestière comporte aussi de l’épinette noire et du bouleau à papier, qui sont très disséminées sur le territoire mais en densité faible. Ces essences d'arbres s'avèrent plus dense seulement dans les rares sites ayant été affectés par des chablis plus importants. Les sapins sont généralement favorisés par la régénération végétale; et occasionnellement les épinettes noires et de bouleaux blancs. La végétation herbacée s'avère généralement touffue; elle comprend surtout le Rubus pubescens et Gymnocarpium disjunctum. Le parterre de mousses est dominé par endroits par Pleurozium schreberi et Hylocomium splendens.

## Toponymie
Le lac des Neiges apparaît dans les documents historiques dès le début du XVIIIe siècle, entre autres en 1731 sur une carte du père Pierre-Michel Laure.
Pendant la période d'abstinence et de privation du Carême (avant la Pâques chrétienne), les résidents de la Côte-de-Beaupré remontaient par des chemins de glace les cours d'eau émissaires du lac, soit les rivières Montmorency et des Neiges, pour aller pêcher sur le lac des Neiges. Ils y pêchaient le touladi, appelé autrefois "queue fourchue" par les Canadiens français, dont certains pouvaient peser jusqu'à 10 kg. Après de bonnes prises, ces pêcheurs empilaient sur des traîneaux ces grosses truites grises telle une corde de bois.
Situé près du lac, un camp de pêche du gouvernement du Québec est réservé exclusivement aux dignitaires et invités du gouvernement; jadis, ce lac était désigné "Lac des Ministres", à cause de l'exclusivité du camp et des droits de pêche sur ce lac.
La désignation toponymique retenue s'explique par la présence de la neige sur les sommets environnants pendant une plus grande partie de l'année que dans les vallées environnantes. Au printemps, la fonte de cette neige contribue à l'alimentation du lac. Celui-ci, appelé Oohkiahi par les Wendats (Hurons), est perché à environ 850 m d'altitude.
Le toponyme lac des Neiges a été officialisé le 5 décembre 1968 à la Commission de toponymie du Québec.